# Anna Cieślak
Pour les articles homonymes, voir Cieślak.
Anna Cieślak, née le 17 septembre 1980  à Szczecin, en Pologne, est une actrice polonaise.

## Filmographie
- 2010 : Les Vœux d'une jeune fille - Aniela
- 2009 : Generał Nil - Maria Fieldorf
- 2009 : Piksele - Alicja
- 2008 : Jak żyć? - Ewa
- 2007 : Dlaczego nie! - Małgosia
- 2005 : Masz na imię Justine - Mariola Szymańska
- 2004 : Karol, l'homme qui devint Pape - Tesia Kluger
- 2004 : Ono

## Récompenses et distinctions
- au 22e Festival international du film d'amour de Mons, en 2006
  - Prix d'Interprétation Féminine, pour le rôle de Mariola dans Masz na imię Justine